# Estación Ingeniero Chanourdie
Ingeniero Chanourdie era una estación de ferrocarril ubicada en la localidad homónima, Departamento General Obligado, provincia de Santa Fe, Argentina.

## Servicios
No presta servicios de pasajeros, ni de cargas. Sus vías correspondían al Ramal F14 del Ferrocarril General Belgrano.